# Quatrième circonscription de la Manche
La quatrième circonscription de la Manche, aussi appelée circonscription de Cherbourg, est l'une des quatre circonscriptions législatives françaises que compte le département de la Manche.

## Description géographique et démographique

### De 1958 à 1986
Dans le découpage électoral de 1958, la quatrième circonscription de la Manche était composée des cantons suivants :
- canton de Barneville-sur-Mer,
- canton de Bricquebec,
- canton de La Haye-du-Puits,
- canton de Montebourg,
- canton des Pieux,
- canton de Quettehou,
- canton de Sainte-Mère-Église,
- canton de Saint-Sauveur-le-Vicomte,
- canton de Valognes.

### De 1988 à 2010
La quatrième circonscription de la Manche était composée de :
- canton de Barneville-Carteret,
- canton de Beaumont,
- canton de Bricquebec,
- canton de La Haye-du-Puits,
- canton de Montebourg,
- canton des Pieux,
- canton de Quettehou,
- canton de Sainte-Mère-Église,
- canton de Saint-Sauveur-le-Vicomte,
- canton de Valognes.

### Depuis 2010
La quatrième circonscription de la Manche est composée de :
- canton de Beaumont-Hague,
- canton de Cherbourg-Nord-Ouest,
- canton de Cherbourg-Sud-Est,
- canton de Cherbourg-Octeville-Sud-Ouest,
- canton d'Équeurdreville-Hainneville,
- canton de Quettehou,
- canton de Saint-Pierre-Église,
- canton de Tourlaville.

### Historique des députations
| Législature | Début de mandat | Fin de mandat | Député | Parti politique | Observations |
| ----------- | --------------- | ------------- | ------ | --------------- | --- |
| VIIIe       | 2 avril 1986    | 14 mai 1988   | Aucun  | Aucun           | Proportionnelle par département, pas de député par circonscription. Mandat écourté à la suite d'une dissolution parlementaire décidée par François Mitterrand. |

### Historique des élections

#### Élections de 1958
| Candidat       | Candidat            | Parti          | Premier tour | Premier tour | Second tour | Second tour |  |
| Candidat       | Candidat            | Parti          | Voix         | %            | Voix        | %           |  |
| -------------- | ------------------- | -------------- | ------------ | ------------ | ----------- | ----------- |  |
|                | Pierre Godefroy élu | UNR            | 10 162       | 29,48        | 22 492      | 72,4        |  |
|                | Marcel Grillard     | CNIP           | 6 262        | 18,17        | Retrait     | Retrait     |  |
|                | Henri Lecacheux     | CR             | 5 162        | 14,98        | 8 527       | 27,45       |  |
|                | Maurice Lucas       | MRP            | 4 210        | 12,21        | Retrait     | Retrait     |  |
|                | Charles Tourainne   | Modérés        | 4 060        | 11,78        | 49          | 0,16        |  |
|                | René Tap            | SFIO           | 3 635        | 10,55        | Retrait     | Retrait     |  |
|                | Maurice Postaire    | PCF            | 976          | 2,83         |             |             |  |
|                |                     |                |              |              |             |             |  |
| Inscrits       | Inscrits            | Inscrits       | 46 984       | 100,00       | 46 964      | 100,00      |  |
| Abstentions    | Abstentions         | Abstentions    | 11 848       | 25,22        | 14 358      | 30,57       |  |
| Votants        | Votants             | Votants        | 35 136       | 74,78        | 32 606      | 69,43       |  |
| Blancs et nuls | Blancs et nuls      | Blancs et nuls | 669          | 1,9          | 1 538       | 4,72        |  |
| Exprimés       | Exprimés            | Exprimés       | 34 467       | 98,1         | 31 068      | 95,28       |  |

Le suppléant de Pierre Godefroy était René dit Louis Piquot, cultivateur, maire de Taillepied.

#### Élections de 1962
|                | Pierre Godefroy sortant réélu | UNR-UDT        | 21 976 | 75,1   |  |  |  |
|                | Henri Lecacheux               | CNIP           | 3 533  | 12,07  |  |  |  |
|                | René Tap                      | SFIO           | 2 637  | 9,01   |  |  |  |
|                | Maurice Postaire              | PCF            | 1 117  | 3,82   |  |  |  |
|                |                               |                |        |        |  |  |  |
| Inscrits       | Inscrits                      | Inscrits       | 46 259 | 100,00 |  |  |  |
| Abstentions    | Abstentions                   | Abstentions    | 16 387 | 35,42  |  |  |  |
| Votants        | Votants                       | Votants        | 29 872 | 64,58  |  |  |  |
| Blancs et nuls | Blancs et nuls                | Blancs et nuls | 609    | 2,04   |  |  |  |
| Exprimés       | Exprimés                      | Exprimés       | 29 263 | 97,96  |  |  |  |

Le suppléant de Pierre Godefroy était René dit Louis Piquot, cultivateur, maire de Taillepied.

#### Élections de 1967
|                | Pierre Godefroy sortant réélu | UD-Ve          | 21 447 | 62,39  |  |  |  |
|                | Jean Masselin                 | CD (PDM)       | 6 627  | 19,28  |  |  |  |
|                | Henri Varin                   | FGDS (SFIO)    | 4 053  | 11,79  |  |  |  |
|                | Ginette Bihel                 | PCF            | 2 250  | 6,55   |  |  |  |
|                |                               |                |        |        |  |  |  |
| Inscrits       | Inscrits                      | Inscrits       | 43 047 | 100,00 |  |  |  |
| Abstentions    | Abstentions                   | Abstentions    | 7 943  | 18,45  |  |  |  |
| Votants        | Votants                       | Votants        | 35 104 | 81,55  |  |  |  |
| Blancs et nuls | Blancs et nuls                | Blancs et nuls | 727    | 2,07   |  |  |  |
| Exprimés       | Exprimés                      | Exprimés       | 34 377 | 97,93  |  |  |  |

Le suppléant de Pierre Godefroy était René Piquot, cultivateur, maire de Taillepied.

#### Élections de 1968
|                | Pierre Godefroy sortant réélu | UDR (URP)      | 26 937 | 78,99  |  |  |  |
|                | Henri Varin                   | FGDS (SFIO)    | 5 302  | 15,55  |  |  |  |
|                | Ginette Bihel                 | PCF            | 1 862  | 5,46   |  |  |  |
|                |                               |                |        |        |  |  |  |
| Inscrits       | Inscrits                      | Inscrits       | 45 045 | 100,00 |  |  |  |
| Abstentions    | Abstentions                   | Abstentions    | 9 271  | 20,58  |  |  |  |
| Votants        | Votants                       | Votants        | 35 774 | 79,42  |  |  |  |
| Blancs et nuls | Blancs et nuls                | Blancs et nuls | 1 673  | 4,68   |  |  |  |
| Exprimés       | Exprimés                      | Exprimés       | 34 101 | 95,32  |  |  |  |

Le suppléant de Pierre Godefroy était René Piquot.

#### Élections de 1973
| Candidat       | Candidat                      | Parti          | Premier tour | Premier tour | Second tour | Second tour |  |
| Candidat       | Candidat                      | Parti          | Voix         | %            | Voix        | %           |  |
| -------------- | ----------------------------- | -------------- | ------------ | ------------ | ----------- | ----------- |  |
|                | Pierre Godefroy sortant réélu | UDR (URP)      | 17 769       | 49,95        | 18 849      | 54,24       |  |
|                | Jean d'Aigneaux               | Divers droite  | 7 980        | 22,43        | 7 068       | 20,34       |  |
|                | Jacques Dauchart              | PS (UGSD)      | 6 873        | 19,32        | 8 836       | 25,43       |  |
|                | Ginette Bihel                 | PCF            | 2 954        | 8,3          |             |             |  |
|                |                               |                |              |              |             |             |  |
| Inscrits       | Inscrits                      | Inscrits       | 45 769       | 100,00       | 45 696      | 100,00      |  |
| Abstentions    | Abstentions                   | Abstentions    | 9 273        | 20,26        | 10 498      | 22,97       |  |
| Votants        | Votants                       | Votants        | 36 496       | 79,74        | 35 198      | 77,03       |  |
| Blancs et nuls | Blancs et nuls                | Blancs et nuls | 920          | 2,52         | 445         | 1,26        |  |
| Exprimés       | Exprimés                      | Exprimés       | 35 576       | 97,48        | 34 753      | 98,74       |  |

Le suppléant de Pierre Godefroy était René Piquot.

#### Élections de 1978
| Candidat       | Candidat                      | Parti          | Premier tour | Premier tour | Second tour | Second tour |  |
| Candidat       | Candidat                      | Parti          | Voix         | %            | Voix        | %           |  |
| -------------- | ----------------------------- | -------------- | ------------ | ------------ | ----------- | ----------- |  |
|                | Pierre Godefroy sortant réélu | RPR            | 18 764       | 45,26        | 26 062      | 64,58       |  |
|                | Jacques Carré                 | PS             | 7 216        | 17,40        | 14 293      | 35,42       |  |
|                | Jean d'Aigneaux               | Divers droite  | 5 704        | 13,76        |             |             |  |
|                | Didier Anger                  | Écologie 78    | 5 236        | 12,63        |             |             |  |
|                | Ginette Bihel                 | PCF            | 3 311        | 7,99         |             |             |  |
|                | Amanda Helleu                 | LO             | 935          | 2,26         |             |             |  |
|                | Dominique Isbled              | Divers droite  | 296          | 0,71         |             |             |  |
|                |                               |                |              |              |             |             |  |
| Inscrits       | Inscrits                      | Inscrits       | 51 102       | 100,00       | 51 104      | 100,00      |  |
| Abstentions    | Abstentions                   | Abstentions    | 9 007        | 17,63        | 9 501       | 18,59       |  |
| Votants        | Votants                       | Votants        | 42 095       | 82,37        | 41 603      | 81,41       |  |
| Blancs et nuls | Blancs et nuls                | Blancs et nuls | 633          | 1,5          | 1 248       | 3           |  |
| Exprimés       | Exprimés                      | Exprimés       | 41 462       | 98,5         | 40 355      | 97          |  |

Le suppléant de Pierre Godefroy était Claude Gatignol, UDF-PR, docteur-vétérinaire.

#### Élections de 1981
|                | Pierre Godefroy sortant réélu | RPR (UNM)         | 21 130 | 57,00  |  |  |  |
|                | Marcel Lechanoine             | PS                | 11 253 | 30,36  |  |  |  |
|                | Didier Anger                  | Divers écologiste | 3 137  | 8,46   |  |  |  |
|                | Mûriel Perrier                | PCF               | 1 548  | 4,17   |  |  |  |
|                |                               |                   |        |        |  |  |  |
| Inscrits       | Inscrits                      | Inscrits          | 53 098 | 100,00 |  |  |  |
| Abstentions    | Abstentions                   | Abstentions       | 15 554 | 29,29  |  |  |  |
| Votants        | Votants                       | Votants           | 37 544 | 70,71  |  |  |  |
| Blancs et nuls | Blancs et nuls                | Blancs et nuls    | 476    | 1,27   |  |  |  |
| Exprimés       | Exprimés                      | Exprimés          | 37 068 | 98,73  |  |  |  |

Le suppléant de Pierre Godefroy était Claude Gatignol.

## De 1986 à 2012

### Description géographique et démographique
Dans le découpage électoral de la loi no 86-1197 du 24 novembre 1986
, la circonscription regroupe les cantons suivants :
- canton de Barneville-Carteret,
- canton de Beaumont,
- canton de Bricquebec,
- canton de La Haye-du-Puits,
- canton de Montebourg,
- canton des Pieux,
- canton de Quettehou,
- canton de Sainte-Mère-Église,
- canton de Saint-Sauveur-le-Vicomte,
- canton de Valognes.

### Historique des députations
| Législature | Début de mandat | Fin de mandat  | Député           | Parti politique | Observations                                                                          |
| ----------- | --------------- | -------------- | ---------------- | --------------- | ------------------------------------------------------------------------------------- |
| IXe         | 23 juin 1988    | 1er avril 1993 | Claude Gatignol  | UDF             |                                                                                       |
| Xe          | 2 avril 1993    | 21 avril 1997  | Claude Gatignol, | UDF,            | Mandat écourté à la suite d'une dissolution parlementaire décidée par Jacques Chirac. |
| XIe         | 12 juin 1997    | 18 juin 2002   | Claude Gatignol, | UDF,            |                                                                                       |
| XIIe        | 19 juin 2002    | 19 juin 2007   | Claude Gatignol, | UMP,            |                                                                                       |
| XIIIe       | 20 juin 2007    | 19 juin 2012   | Claude Gatignol  | UMP             |                                                                                       |

### Historique des élections

#### Élections de 1988
|                | Claude Gatignol sortant réélu | UDF (PR) (URC)             | 21 129 | 54,64  |  |  |  |
|                | Didier Anger                  | Divers gauche (Maj. prés.) | 11 534 | 29,83  |  |  |  |
|                | Jacques Duchemin              | FN                         | 3 524  | 9,11   |  |  |  |
|                | Rémi Besselièvre              | PCF                        | 2 483  | 6,42   |  |  |  |
|                |                               |                            |        |        |  |  |  |
| Inscrits       | Inscrits                      | Inscrits                   | 62 807 | 100,00 |  |  |  |
| Abstentions    | Abstentions                   | Abstentions                | 23 200 | 36,94  |  |  |  |
| Votants        | Votants                       | Votants                    | 39 607 | 63,06  |  |  |  |
| Blancs et nuls | Blancs et nuls                | Blancs et nuls             | 937    | 2,37   |  |  |  |
| Exprimés       | Exprimés                      | Exprimés                   | 38 670 | 97,63  |  |  |  |

Le suppléant de Claude Gatignol était Henri Védie, maire adjoint de L'Étang-Bertrand.

#### Élections de 1993
|                | Claude Gatignol sortant réélu | UDF (PR)       | 21 559 | 52,42  |  |  |  |
|                | Patrick Mougenot              | PS (ADFP)      | 6 104  | 14,84  |  |  |  |
|                | Jacques Duchemin              | FN             | 5 160  | 12,55  |  |  |  |
|                | Chantal Roupsard              | GÉ (EÉ)        | 3 647  | 8,87   |  |  |  |
|                | Rémi Besselièvre              | PCF            | 1 923  | 4,68   |  |  |  |
|                | Guy Rastello                  | LT-LNÉ         | 1 498  | 3,64   |  |  |  |
|                | Antoine Bernard               | UDI            | 1 236  | 3,01   |  |  |  |
|                |                               |                |        |        |  |  |  |
| Inscrits       | Inscrits                      | Inscrits       | 64 888 | 100,00 |  |  |  |
| Abstentions    | Abstentions                   | Abstentions    | 21 558 | 33,22  |  |  |  |
| Votants        | Votants                       | Votants        | 43 330 | 66,78  |  |  |  |
| Blancs et nuls | Blancs et nuls                | Blancs et nuls | 2 203  | 5,08   |  |  |  |
| Exprimés       | Exprimés                      | Exprimés       | 41 127 | 94,92  |  |  |  |

Le suppléant de Claude Gatignol était Jean Tardif, conseiller général du canton de Saint-Sauveur-le-Vicomte, maire de Saint-Sauveur-le-Vicomte, pharmacien.

#### Élections de 1997
| Candidat                     | Candidat                      | Parti          | Premier tour | Premier tour | Second tour | Second tour |  |
| Candidat                     | Candidat                      | Parti          | Voix         | %            | Voix        | %           |  |
| ---------------------------- | ----------------------------- | -------------- | ------------ | ------------ | ----------- | ----------- |  |
|                              | Claude Gatignol sortant réélu | UDF (PPDF)     | 19 200       | 46,43        | 24 188      | 59,25       |  |
|                              | Didier Anger                  | Les Verts (PS) | 8 729        | 21,11        | 16 637      | 40,75       |  |
|                              | Alain Labbé                   | PCF            | 6 981        | 16,88        |             |             |  |
|                              | Raymond Lecoeur               | FN             | 6 439        | 15,57        |             |             |  |
|                              |                               |                |              |              |             |             |  |
| Inscrits                     | Inscrits                      | Inscrits       | 64 950       | 100,00       | 64 942      | 100,00      |  |
| Abstentions                  | Abstentions                   | Abstentions    | 20 784       | 32           | 20 821      | 32,06       |  |
| Votants                      | Votants                       | Votants        | 44 166       | 68           | 44 121      | 67,94       |  |
| Blancs et nuls               | Blancs et nuls                | Blancs et nuls | 2 817        | 6,38         | 3 296       | 7,47        |  |
| Exprimés                     | Exprimés                      | Exprimés       | 41 349       | 93,62        | 40 825      | 92,53       |  |
| Source : Assemblée nationale |                               |                |              |              |             |             |  |

Le suppléant de Claude Gatignol était Jean Tardif.

#### Élections de 2002
| Candidat       | Candidat                      | Parti            | Premier tour | Premier tour | Second tour | Second tour |  |
| Candidat       | Candidat                      | Parti            | Voix         | %            | Voix        | %           |  |
| -------------- | ----------------------------- | ---------------- | ------------ | ------------ | ----------- | ----------- |  |
|                | Claude Gatignol sortant réélu | UMP              | 17 429       | 41           | 25 136      | 64,73       |  |
|                | Alain Labbé                   | PCF              | 6 548        | 15,4         | 13 698      | 35,27       |  |
|                | Henri-Louis Védie             | Divers droite    | 4 721        | 11,11        |             |             |  |
|                | Emmanuel Régnouf              | FN               | 3 632        | 8,54         |             |             |  |
|                | Auguste Foulon                | CPNT             | 2 940        | 6,92         |             |             |  |
|                | Didier Anger                  | Les Verts        | 2 287        | 5,38         |             |             |  |
|                | Laurent Cavelier              | LCR              | 1 400        | 3,29         |             |             |  |
|                | Bernard Mollet                | Divers           | 986          | 2,32         |             |             |  |
|                | Dominique Michel              | Pôle républicain | 802          | 1,89         |             |             |  |
|                | Christian Lerouvillois        | LO               | 733          | 1,72         |             |             |  |
|                | Françoise Delahaye            | Divers droite    | 593          | 1,39         |             |             |  |
|                | Jacques Ladroue               | MNR              | 294          | 0,69         |             |             |  |
|                | Stéphane Cherrier             | GÉ               | 145          | 0,34         |             |             |  |
|                |                               |                  |              |              |             |             |  |
| Inscrits       | Inscrits                      | Inscrits         | 69 380       | 100,00       | 69 373      | 100,00      |  |
| Abstentions    | Abstentions                   | Abstentions      | 25 969       | 37,43        | 28 732      | 41,42       |  |
| Votants        | Votants                       | Votants          | 43 411       | 62,57        | 40 641      | 58,58       |  |
| Blancs et nuls | Blancs et nuls                | Blancs et nuls   | 901          | 2,08         | 1 807       | 4,45        |  |
| Exprimés       | Exprimés                      | Exprimés         | 42 510       | 97,92        | 38 834      | 95,55       |  |

Le suppléant de Claude Gatignol était Michel Laurent, conseiller général du canton de Beaumont-Hague, maire de Beaumont-Hague, technicien Areva.

#### Élections de 2007
| Candidat       | Candidat                      | Parti          | Premier tour | Premier tour | Second tour | Second tour |  |
| Candidat       | Candidat                      | Parti          | Voix         | %            | Voix        | %           |  |
| -------------- | ----------------------------- | -------------- | ------------ | ------------ | ----------- | ----------- |  |
|                | Claude Gatignol sortant réélu | UMP            | 18 151       | 40,93        | 23 440      | 55,5        |  |
|                | Yveline Druez                 | PS             | 10 339       | 23,31        | 18 793      | 44,5        |  |
|                | Marc Lefevre                  | Divers droite  | 4 535        | 10,23        |             |             |  |
|                | Damien Fortin                 | UDF–MoDem      | 3 331        | 7,51         |             |             |  |
|                | Emmanuel Régnouf              | FN             | 1 696        | 3,82         |             |             |  |
|                | Michèle Lecaudey              | CPNT           | 1 550        | 3,5          |             |             |  |
|                | Anne Souyris                  | Les Verts      | 1 192        | 2,69         |             |             |  |
|                | Alain Labbé                   | PCF            | 1 046        | 2,36         |             |             |  |
|                | Chantal Girres                | LCR            | 801          | 1,81         |             |             |  |
|                | Bernard Fleury                | MPF            | 492          | 1,11         |             |             |  |
|                | Régine Mrowka                 | LO             | 420          | 0,95         |             |             |  |
|                | Hubert Godefroy               | Divers         | 419          | 0,94         |             |             |  |
|                | Nadia Parmentier              | LT-LNÉ         | 376          | 0,85         |             |             |  |
|                |                               |                |              |              |             |             |  |
| Inscrits       | Inscrits                      | Inscrits       | 73 232       | 100,00       | 73 228      | 100,00      |  |
| Abstentions    | Abstentions                   | Abstentions    | 28 154       | 38,44        | 29 301      | 40,01       |  |
| Votants        | Votants                       | Votants        | 45 078       | 61,56        | 43 927      | 59,99       |  |
| Blancs et nuls | Blancs et nuls                | Blancs et nuls | 730          | 1,62         | 1 694       | 3,86        |  |
| Exprimés       | Exprimés                      | Exprimés       | 44 348       | 98,38        | 42 233      | 96,14       |  |

## Depuis 2012

### Description géographique
À la suite du redécoupage des circonscriptions législatives françaises de 2010, induit par l'ordonnance n° 2009-935 du 29 juillet 2009, ratifiée par le Parlement français le 21 janvier 2010, la quatrième circonscription de la Manche regroupe les divisions administratives suivantes :
- canton de Beaumont-Hague,
- canton de Cherbourg-Octeville-Nord-Ouest,
- canton de Cherbourg-Octeville-Sud-Ouest,
- canton de Cherbourg-Octeville-Sud-Est,
- canton d'Équeurdreville-Hainneville,
- canton de Quettehou,
- canton de Saint-Pierre-Église,
- canton de Tourlaville.

La disparition de la circonscription centrée autour de Valognes a suscité des réactions hostiles de la gauche et du député UMP, Claude Gatignol, lors de la présentation du premier projet en 2008.
La quatrième circonscription de 2010 reprend le territoire de la cinquième circonscription de la Manche d'avant 1986, auquel s'ajoutent les cantons de Beaumont-Hague et de Quettehou, tandis que le reste du territoire de l'ancienne quatrième est partagé entre les première et troisième circonscriptions.
D'après le recensement de la population de 2012, réalisé par l'Insee, la population totale de cette circonscription est estimée à 121 578 habitants.

### Historique des députations
| Législature | Début de mandat | Fin de mandat   | Député             | Parti politique | Observations |
| ----------- | --------------- | --------------- | ------------------ | --------------- | --- |
| XIVe        | 20 juin 2012    | 22 juillet 2012 | Bernard Cazeneuve  | PS              | Remplacé du 22 juillet 2012 au 15 juin 2017, par Geneviève Gosselin à la suite de sa nomination au gouvernement. |
| XIVe        | 22 juillet 2012 | 15 juin 2017    | Geneviève Gosselin | PS              | Remplacé du 22 juillet 2012 au 15 juin 2017, par Geneviève Gosselin à la suite de sa nomination au gouvernement. |
| XVe         | 21 juin 2017    | 21 juin 2022    | Sonia Krimi        | LREM            | |
| XVIe        | 22 juin 2022    | 9 juin 2024     | Anna Pic           | PS              | Mandat écourté à la suite d'une dissolution parlementaire décidée par Emmanuel Macron.                           |
| XVIIe       | 8 juillet 2024  | En cours        | Anna Pic           | PS              | |

### Historique des élections

#### Élections de 2012
|                | Bernard Cazeneuve sortant réélu | PS             | 27 738 | 55,39  |  |  |  |
|                | David Margueritte               | UMP            | 11 602 | 23,17  |  |  |  |
|                | Jean-Jacques Noël               | RBM (FN)       | 5 238  | 10,46  |  |  |  |
|                | Ralph Lejamtel                  | FG (PCF) (PG)  | 2 319  | 4,63   |  |  |  |
|                | Catherine Marrey                | EÉLV           | 1 274  | 2,54   |  |  |  |
|                | Cyril Bourdon                   | CpF (MoDem)    | 901    | 1,80   |  |  |  |
|                | Florence Valladeau              | DLR            | 507    | 1,01   |  |  |  |
|                | Nathalie Menard                 | NPA            | 293    | 0,59   |  |  |  |
|                | Isabelle Peltre                 | LO             | 204    | 0,41   |  |  |  |
|                |                                 |                |        |        |  |  |  |
| Inscrits       | Inscrits                        | Inscrits       | 88 710 | 100,00 |  |  |  |
| Abstentions    | Abstentions                     | Abstentions    | 38 076 | 42,92  |  |  |  |
| Votants        | Votants                         | Votants        | 50 634 | 57,08  |  |  |  |
| Blancs et nuls | Blancs et nuls                  | Blancs et nuls | 558    | 1,1    |  |  |  |
| Exprimés       | Exprimés                        | Exprimés       | 50 076 | 98,9   |  |  |  |

#### Élections de 2017
Les élections législatives françaises de 2017 ont lieu les 11 et 18 juin 2017.
|                                                                            |                                                                      |                           |                           |                          |                          |
|                                                                            |                                                                      | Premier tour 11 juin 2017 | Premier tour 11 juin 2017 | Second tour 18 juin 2017 | Second tour 18 juin 2017 |
|                                                                            |                                                                      |                           |                           |                          |                          |
|                                                                            |                                                                      | Nombre                    | % des inscrits            | Nombre                   | % des inscrits           |
| Inscrits                                                                   | Inscrits                                                             | 88 714                    | 100,00                    | 88 707                   | 100,00                   |
| Abstentions                                                                | Abstentions                                                          | 44 837                    | 50,54                     | 57 254                   | 64,54                    |
| Votants                                                                    | Votants                                                              | 43 877                    | 49,46                     | 31 453                   | 35,46                    |
|                                                                            |                                                                      |                           | % des votants             |                          | % des votants            |
| Bulletins blancs                                                           | Bulletins blancs                                                     | 662                       | 1,51                      | 4 211                    | 13,39                    |
| Bulletins nuls                                                             | Bulletins nuls                                                       | 214                       | 0,49                      | 1 578                    | 5,02                     |
| Suffrages exprimés                                                         | Suffrages exprimés                                                   | 43 001                    | 98,00                     | 25 664                   | 81,59                    |
|                                                                            |                                                                      |                           |                           |                          |                          |
| Étiquette politique                                                        | Étiquette politique                                                  | Voix                      | % des exprimés            | Voix                     | % des exprimés           |
|                                                                            |                                                                      |                           |                           |                          |                          |
|                                                                            | Blaise Mistler La République en marche                               | 10 219                    | 23,76                     | 10 028                   | 39,07                    |
|                                                                            | Sonia Krimi Divers centre (La République en marche diss.)            | 7 261                     | 16,89                     | 15 636                   | 60,93                    |
|                                                                            | Jean-Jacques Noël Front national                                     | 5 680                     | 13,21                     |                          |                          |
|                                                                            | Arnaud Catherine Parti socialiste                                    | 5 588                     | 13,00                     |                          |                          |
|                                                                            | Sophie Guyon Les Républicains (Union des démocrates et indépendants) | 5 016                     | 11,66                     |                          |                          |
|                                                                            | Yvonne Pecoraro La France insoumise                                  | 4 574                     | 10,64                     |                          |                          |
|                                                                            | Valérie Varenne Parti communiste français (Front de gauche)          | 1 648                     | 3,83                      |                          |                          |
|                                                                            | Jean-Sébastien Hederer Europe Écologie Les Verts                     | 1 583                     | 3,68                      |                          |                          |
|                                                                            | Abdelkader Benramdane Lutte ouvrière                                 | 314                       | 0,73                      |                          |                          |
|                                                                            | Marc Blin Union populaire républicaine                               | 297                       | 0,69                      |                          |                          |
|                                                                            | Stanislas Guérin Divers droite (577-Les Indépendants)                | 293                       | 0,68                      |                          |                          |
|                                                                            | Odile Drougard Extrême droite (Parti de la France)                   | 275                       | 0,64                      |                          |                          |
|                                                                            | Sylvie Dhiver Parti chrétien-démocrate                               | 253                       | 0,59                      |                          |                          |
| Source : Ministère de l'Intérieur - Quatrième circonscription de la Manche |                                                                      |                           |                           |                          |                          |

#### Élections de 2022
| Résultats des élections législatives des 12 et 19 juin 2022 de la 4e circonscription de la Manche |                          |                          |                          |              |              |             |             |
| Candidat                                                                                          | Candidat                 | Parti et coalition       | Nuance                   | Premier tour | Premier tour | Second tour | Second tour |
| Candidat                                                                                          | Candidat                 | Parti et coalition       | Nuance                   | Voix         | %            | Voix        | %           |
|                                                                                                   | Anna Pic                 | PS (NUPES)               | NUP                      | 13 279       | 31.61        | 20 482      | 51,61       |
|                                                                                                   | Sonia Krimi              | LREM (ENS)               | ENS                      | 12 665       | 30.14        | 19 204      | 48,39       |
|                                                                                                   | Éric Fouace              | RN                       | RN                       | 7 120        | 16.95        |             |             |
|                                                                                                   | Camille Margueritte      | LC (UDC)                 | DVD                      | 4 720        | 11.23        |             |             |
|                                                                                                   | Yann DaCruz-Legeleux     | REC                      | REC                      | 1 279        | 3.04         |             |             |
|                                                                                                   | Nicolas Calluaud         | UDI                      | UDI                      | 923          | 2.20         |             |             |
|                                                                                                   | Laure Jean               | PA                       | ECO                      | 883          | 2.10         |             |             |
|                                                                                                   | Marine Dauge             | LMR                      | DVD                      | 633          | 1.51         |             |             |
|                                                                                                   | Abdelkader Benramdane    | LO                       | DXG                      | 512          | 1.22         |             |             |
| Votes valides                                                                                     | Votes valides            | Votes valides            | Votes valides            | 42 014       | 97.89        | 39 686      | 93.39       |
| Votes blancs                                                                                      | Votes blancs             | Votes blancs             | Votes blancs             | 669          | 1.56         | 2 040       | 4.80        |
| Votes nuls                                                                                        | Votes nuls               | Votes nuls               | Votes nuls               | 235          | 0.55         | 769         | 1.81        |
| Total                                                                                             | Total                    | Total                    | Total                    | 42 918       | 100          | 42 495      | 100         |
| Abstention                                                                                        | Abstention               | Abstention               | Abstention               | 46 490       | 52.00        | 46 921      | 52.47       |
| Inscrits / participation                                                                          | Inscrits / participation | Inscrits / participation | Inscrits / participation | 89 408       | 48.00        | 89 416      | 47.53       |

#### Élections de 2024
| Candidat                 | Candidat                 | Parti et coalition       | Nuances                  | Premier tour | Premier tour | Second tour | Second tour |
| Candidat                 | Candidat                 | Parti et coalition       | Nuances                  | Voix         | %            | Voix        | %           |
| ------------------------ | ------------------------ | ------------------------ | ------------------------ | ------------ | ------------ | ----------- | ----------- |
|                          | Anna Pic                 | PS (NFP)                 | PS                       | 19 940       | 34,23        | 32 748      | 59,64       |
|                          | Nicolas Conquer          | RAD (RN)                 | UXD                      | 17 481       | 30,01        | 22 166      | 40,36       |
|                          | Yann Lepetit             | HOR                      | HOR                      | 10 417       | 17,88        |             |             |
|                          | Camille Margueritte      | LC                       | DVD                      | 8 637        | 14,83        |             |             |
|                          | Abdelkader Benramdane    | LO                       | LO                       | 900          | 1,54         |             |             |
|                          | Yann Da Cruz-Legeleux    | REC                      | REC                      | 884          | 1,52         |             |             |
|                          |                          |                          |                          |              |              |             |             |
| Votes valides            | Votes valides            | Votes valides            | Votes valides            | 58 259       | 97.52        | 54 914      | 91.86       |
| Votes blancs             | Votes blancs             | Votes blancs             | Votes blancs             | 1 082        | 1.81         | 3 848       | 6.44        |
| Votes nuls               | Votes nuls               | Votes nuls               | Votes nuls               | 399          | 0.67         | 1 020       | 1.71        |
| Total                    | Total                    | Total                    | Total                    | 59 740       |              | 54 914      |             |
| Abstention               | Abstention               | Abstention               | Abstention               | 28 923       | 32.62        | 28 895      | 32.58       |
| Inscrits / participation | Inscrits / participation | Inscrits / participation | Inscrits / participation | 88 663       |              | 88 677      |             |

#### Département de la Manche
- La fiche de l'INSEE de cette circonscription : « Tableaux et Analyses de la quatrième circonscription de la Manche », sur insee.fr, site de l'Institut national de la statistique et des études économiques (consulté le 10 juin 2007) [PDF]
- « Tous les députés du département de la Manche depuis 1789 » [archive du 30 septembre 2007], sur assemblee-nationale.fr, site de l'Assemblée nationale française (consulté le 10 juin 2007)
- « Informations contentieuses sur le département de la Manche (Élections législatives de 2002) »(Archive.org • Wikiwix • Archive.is • Google • Que faire ?), sur conseil-constitutionnel.fr, site du Conseil constitutionnel (consulté le 13 juin 2007)

#### Circonscriptions en France
- « Carte des circonscriptions législatives en France », sur assemblee-nationale.fr, site de l'Assemblée nationale française (consulté le 10 juin 2007)
- « Résultats électoraux officiels en France »(Archive.org • Wikiwix • Archive.is • Google • Que faire ?), sur interieur.gouv.fr, site du ministère de l'Intérieur (France) (consulté le 13 juin 2007)
- Description et Atlas des circonscriptions électorales de France sur http://www.atlaspol.com, Atlaspol, site de cartographie géopolitique, consulté le 13 juin 2007.